# Hjorteds distrikt
Hjorteds distrikt är ett distrikt i Västerviks kommun och Kalmar län. 
Distriktet ligger i sydvästra delen av kommunen. 

## Tidigare administrativ tillhörighet
Distriktet inrättades 2016 och utgörs av socknen Hjorted i Västerviks kommun.
Området motsvarar den omfattning Hjorteds församling hade vid årsskiftet 1999/2000.